# Zeytinler, Urla
Zeytinler là một xã thuộc huyện Urla, tỉnh İzmir, Thổ Nhĩ Kỳ. Dân số thời điểm năm 2010 là 342 người.